# Crash Bandicoot N. Sane Trilogy
Crash Bandicoot N. Sane Trilogy – komputerowa gra platformowa stworzona przez Vicarious Visions i wydana w 2017 roku przez Activision. Jest to kompilacja odświeżonych wersji trzech pierwszych gier z serii Crash Bandicoot: pierwszej części o tym tytule (1996), Crash Bandicoot 2: Cortex kontratakuje (1997) i Crash Bandicoot 3: Warped (1998), które pierwotnie zostały stworzone przez Naughty Dog na konsolę PlayStation. Gra pojawiła się początkowo na PlayStation 4, a rok później została przeniesiona na Nintendo Switch, Windows i Xbox One w 2018 roku. Otrzymała pozytywne recenzje od krytyków i sprzedała się w ponad 10 milionach egzemplarzy do lutego 2019 roku.

## Rozgrywka
Crash Bandicoot N. Sane Trilogy to zbiór remasterów trzech pierwszych gier z serii Crash Bandicoot: "Crash Bandicoot", "Cortex Strikes Back" i "Warped". W każdej z tych gier gracz wciela się w postać Crash Bandicoota, który próbuje powstrzymać doktora Neo Cortexa przed przejęciem kontroli nad światem. Grając jako Crash, gracze muszą przemierzać różnorodne poziomy, wykorzystując techniki takie jak skakanie i obracanie się, aby pokonać wrogów, zbierać owoce Wumpa oraz rozbijać skrzynie. Trylogia wprowadza także nowe funkcje, takie jak ujednolicone punkty kontrolne, menu pauzy, systemy zapisywania oraz możliwość gry jako siostra Crasha: Coco. Dodatkowo, zremasterowany został również dźwięk oraz przerywniki filmowe, a dialogi w grze zostały nagrane przez nowych aktorów głosowych.

## Rozwój i wydanie
Przed ogłoszeniem trylogii N. Sane, seria Crash Bandicoot pozostawała w zawieszeniu przez około sześć lat, z ostatnią grą wydaną w 2010 roku. Eric Hirshberg z Activision wyraził swoją osobistą chęć przywrócenia serii, podobnie jak Andy Gavin, współzałożyciel Naughty Dog. W 2013 roku Gavin sugerował możliwość całkowitego remasteru serii, zwracając uwagę na potrzebę modernizacji oraz skupienie się na animacjach i akcji w stylu Looney Tunes. Jason Rubin również wyraził nadzieję, że Activision przywróci Crasha do jego dawnej świetności. Pragnienie ożywienia serii doprowadziło w końcu do powstania trylogii N. Sane, która przyniosła nowe życie tej ikonicznej postaci.
W lipcu 2014 roku, dyrektor generalny Sony Computer Entertainment, Andrew House, sugerował możliwość powrotu serii Crash Bandicoot, stwierdzając, że pomysł nie został ostatecznie odrzucony. Podczas konferencji prasowej Sony na targach E3 2016 ogłoszono współpracę z Activision nad stworzeniem remake'ów pierwszych trzech gier z oryginalnej PlayStation. Crash Bandicoot pojawił się także jako grywalna postać w grze Skylanders: Imaginators. Na Gamescom 2016 zapowiedziano, że Dr. Neo Cortex również będzie grywalny w Imaginators, a dodatkowo stworzono poziom „Thumpin’ Wumpa Islands” związany z Crashem. Remake oryginalnej trylogii, opracowane przez Vicarious Visions pod tytułem Crash Bandicoot N. Sane Trilogy, zostały wydane na PlayStation 4 30 czerwca 2017 roku. Vicarious Visions wyraziło także zainteresowanie tworzeniem nowych gier z Crashem po premierze trylogii N. Sane Trilogy.
Gra wykorzystuje silnik Alchemy stworzony przez Vicarious Visions. Twórcy określili projekt jako "Remaster Plus", ponieważ nie był to pełny remake, lecz raczej wykorzystanie oryginalnej geometrii poziomów Naughty Dog, uzupełnionej własną grafiką, animacją i dźwiękiem. Zespół miał ograniczony dostęp do kodów źródłowych oryginalnych gier, które były pisane specjalnie dla oryginalnego PlayStation, co uniemożliwiło ich bezpośrednie wykorzystanie na nowszych systemach. Vicarious Visions dokładnie analizowało opinie różnych społeczności internetowych, aby zachować wersję oryginalnych gier. Dodatkowo, zespół zorganizował konkurs dla fanów, którzy mogli zgłaszać pomysły na nowe animacje postaci, a zwycięzcy zostali nagrodzeni.

## Odbiór gry
Według agregatora recenzji Metacritic Crash Bandicoot N. Sane Trilogy spotkał się z przychylnymi recenzjami krytyków na wszystkich platformach.  Recenzenci docenili poprawioną grafikę, spójność w rozgrywce oraz wierność oryginalnym tytułom. Jonathon Dornbush z IGN opisał grafikę jako przypominającą "blask kreskówek z sobotnich poranków" i zauważył, że dodanie prób czasowych do dwóch pierwszych gier stanowi dobrą zmianę wprowadzającą nowe wyzwania. Andrew Reiner z Game Informer również pochwalił próby czasowe, możliwość grania jako Coco i ujednolicony system autozapisu. Dodatkowo, recenzenci podkreślili techniczny wyczyn związany z remasterowaniem gier "od podstaw", bez użycia oryginalnego kodu źródłowego Naughty Dog.Jeuxvideo określił produkcję jako "prawdziwe osiągnięcie", chwaląc zarówno czynnik nostalgii, jak i ponownie nagraną muzykę.
Krytyka gry skupiała się na problemach z kontrolą postaci oraz trudnościami związane z klasycznymi pułapkami występującymi w grze. Justin Clark ze Slant określił trylogię jako wymagającą "absolutnej precyzji" i zauważył, że osiągnięcia nie dają wielkiej satysfakcji. Jonathon Dornbush z IGN był bardziej łagodny w swojej krytyce, jednak zauważył, że pierwsza gra była najmniej udana ze względu na ograniczony zestaw ruchów, zaś Ashley Oh z Polygon krytykowała niektóre wybory projektowe jako bezlitosne i frustrujące, zwracając uwagę, że w większości platformówek nie było miejsca na popełnianie błędów.

### Nagrody
Gra została uhonorowana nagrodą "Best Remake/Remaster" na rozdaniu nagród IGN w 2017 rokunatomiast w głosowaniu czytelników i pracowników Game Informer gra otrzymała wyróżnienia w kategoriach "Best Remastered Action" i "Best Remastered/Remade". Dodatkowo, zdobyła nagrodę dla "Game, Classic Revival" na National Academy of Video Game Trade Reviewers Awards, przy jednoczesnej nominacji w kategorii "Original Light Mix Score, Franchise". Również, była także nominowana do nagrody "People's Choice" na Italian Video Game Awards.